# 山东南路
山东南路是位於中國上海市黃浦區一條南北走向道路，道路北起延安東路，南至人民路。道路全长321米。
该路建于1863年。道路北段原名带钩街，南段原名北新街，後來道路統一命名為施政路，1921年改名麦底安路（Rue Vincent Mathieu），1943年10月改名青城路。1945年12月改名山東南路。1980年代初，山东南路的片弹街路面改为沥青路面。